# .s
.s（ドッツ）とは2005年にトミーテックが発売したおもちゃである。
16×16個の穴の開いた正方形のパネルに色つきのピンを指すことによって、ドット絵を作成する事が出来る。また、パネルをつなげる事により、さらに大きな絵のドット絵を作成する事が出来る。商品はパネルと複数色のピン、ディスプレイ用の台座（ベース）とパネル結合用のジョイントからなり（一部のセットには額縁状のフレームと専用スタンドも含まれる）、ピンやパネルの色の組み合わせによりファミコン時代を主としたゲームキャラクターをモチーフとしたものやディズニーキャラクターをモチーフとしたものが発売されている。
2007年5月24日からは公式通販サイト「テックステーション」において一部商品の単品販売が開始され、2008年3月からは店頭での単品販売も開始された。

## セット

### 通常セット
第一弾
2005年7月3日発売
- スーパーマリオブラザーズAセット - マリオなどが作成可能
- スーパーマリオブラザーズBセット - ルイージなどが作成可能
- パックマン
- ディグダグ
- スペースインベーダー

第二弾
2005年11月18日発売
- ゼルダの伝説1
- ゼビウス

第三弾
2006年1月26日発売
- バルーンファイト
- アイスクライマー

第四弾
2006年3月発売
- ディズニーキャラクターズ ミッキーマウス
- ディズニーキャラクターズ ミニーマウス

第五弾
2006年5月19日発売
- スーパーマリオブラザーズCセット - マリオなどが作成可能。Aセットとはドットピンの配合が異なる。
- スーパーマリオブラザーズDセット - ルイージなどが作成可能。Bセットとはドットピンの配合が異なる。

第六弾
2006年5月30日発売
- どこでもいっしょAセット - トロ、スズキ、ジュンを作成可能。
- どこでもいっしょBセット - トロ、リッキー、ピエールを作成可能。

第七弾
2006年7月15日発売
- マッピー
- ドルアーガの塔

第八弾
2006年8月発売
- ディズニーキャラクターズ ミッキーマウス
- ディズニーキャラクターズ ミニーマウス
- ディズニーキャラクターズ ドナルドダック

第九弾
2006年11月発売
- ディズニーキャラクターズ スティッチ
- ナイトメアビフォアークリスマス ジャック・スケリントン

### ドッツコレクション（ブラインド販売）
ニンテンドーバージョン
2006年12月上旬発売。下記6種類にそれぞれ赤台座・黒パネルと透明赤台座・透明パネルの各2種類。シークレットに金台座のものが設定される。
- スーパーマリオブラザーズ
  - マリオ
  - クリボー
- ゼルダの伝説
  - リンク
  - モリブリン（青）
- ドンキーコング
  - マリオ
  - ファイヤー

### ドッツスタート
2007年3月発売。他の版権キャラクターのセットとは異なり、動物や季節などのレシピブックレットが付属する。
入門用セットという位置づけであり、ピンやパネルも多めに含まれている。

### ドッツバリュー！
2008年12月発売。要望の多かった、類似色を集めたセット。
通常セットとは異なり、ピン1,020本、パネル2枚のみという構成でベース、ジョイント、レシピ等は省かれている。
- 01:Red （赤系）
- 02:Green (緑系)
- 03:Blue (青系)
- 04:Orange&Brown (オレンジ系&茶系)
- 05:Skin (はだ色系)
- 06:R&B.and W (赤黒白)

### キャッチザドッツ
タイトーからアミューズメント専用商品として販売された。
パネルが1枚、ピンも250本程度と通常販売されているセットよりは少なめである。
- バブルボブル（2006年7月出荷）
  - Aセット：バブルン
  - Bセット：ボブルン
- 魔界村（2006年8月出荷）
  - Aセット：アーサー
  - Bセット：鎧
- 忍者じゃじゃ丸くん（2006年9月出荷）
  - Aセット：じゃじゃ丸くん
  - Bセット：なまず太夫
- スーパーマリオブラザーズ3（2006年10月出荷）
  - マリオAセット：マリオ
  - マリオBセット：クリボー
  - ルイージAセット：ルイージ
  - ルイージBセット：1UPキノコ
- ソンソン（2006年11月出荷）
  - Aセット：ソンソン
  - Bセット：トントン
- デビルワールド（2006年12月出荷）
  - Aセット：タマゴン（緑）
  - Bセット：タマゴン（赤）
- ツインビー（2007年1月出荷）
  - Aセット：ツインビー
  - Bセット：ウインビー
- ソロモンの鍵（2007年2月出荷）
  - Aセット：ダーナ
  - Bセット：フェアリー
- ボンバーマン（2007年3月出荷）
  - Aセット：ボンバーマン
  - Bセット：アイテム
- ロードランナー（2007年4月出荷）
  - Aセット：ロードランナー
  - Bセット：ロボット

### 特別版
- 「YMCK」 - YMCK 2nd Album「ファミリーレーシング」初回限定ドッツ版に同梱。
- 「ゼルダの伝説1 K.O.G版」 - アパレルブランド「キングオブゲームズ」とのタイアップ。

## ドッター祭り
.sを使用した作品コンテスト。開催時に販売されている部材を利用したオリジナル作品、という条件。通常のドット絵作品にとどまらず、パネル、ベースなどをうまく利用した立体作品も見受けられる。
夏だ！ドッター祭り（2005年夏）
テーマ「夏」
結果発表 2005年9月16日
2006年 新年ドッター祭り（2005年冬）
テーマ「新年」
募集期間 2005年12月22日 - 2006年1月25日
結果発表 2006年2月1日
夏だ！ドッター祭り2006
テーマ「夏」
募集期間 2006年7月13日 - 2006年8月27日
結果発表 2006年10月2日
冬だ！ドッター祭り2007
テーマ「冬」
募集期間 2006年12月1日 - 2007年1月31日
結果発表 2008年2月8日
ドッツスタート！発売記念パネル1枚ミニコンテスト
テーマ「大切なもの」1パネル作品限定
募集期間 2008年3月29日 - 2008年5月6日
結果発表 2008年5月10日
夏だ！ドッター祭り2007
テーマ「旅」「海」「祭」の中から選択
募集期間 2008年7月末 - 2007年8月31日
結果発表 2008年9月13日
2008年 新年ドッター祭り
テーマ「新年」
募集期間 2008年1月7日 - 2008年1月31日
結果発表 2008年2月14日
「ドッツバリュー！」発売記念『冬×バリュー!＝ドッター祭り』
テーマA「冬」
テーマB「ドッツバリュー！」ドッツバリュー！から2種類を選択、2種類に含まれるカラーのみを使用
募集期間 2008年12月20日 - 2009年2月28日
結果発表 2009年3月19日
どこでもいっしょ10周年記念『どこでもいっしょ×ドッツコンテスト』
テーマ　どこでもいっしょのキャラクター「ポケピ」を使用した作品
募集期間 2009年3月5日 - 2009年5月28日
結果発表 2009年6月25日
どこでもいっしょとのコラボレーション企画であり、ソニー･コンピュータエンタテインメント協力の下、2009/6/25配信のトロ・ステーションにてトロとクロが作品を紹介する方法で発表が行われた
黒パネル2枚セット発売記念『black×autumnドッツコンテスト』
テーマ　「秋」をテーマに「黒パネル」を2枚以上使用した作品
募集期間 2009年7月23日 - 2009年9月24日
結果発表 2009年10月22日